# Giovanni Sabbatucci
Giovanni Sabbatucci, né à Sellano le 24 août 1944 et mort le 2 décembre 2024 à Rome,, est un historien, journaliste et professeur d’université italien.

## Biographie

### Carrière
Giovanni Sabbatucci est diplômé à l'université de Rome « La Sapienza » en 1968 avec une thèse en histoire moderne (auprès de Renzo De Felice) sur les rapports entre l'irrédentisme italien et le nationalisme. Sabbatucci est aujourd'hui avec Emilio Gentile (autre élève de Renzo De Felice) l'un des historiens les plus reconnus sur l'Italie des années 1920, ainsi que de l'époque contemporaine et de l'Italie républicaine. Il a enseigné à l'université de Macerata. Depuis 1997, il est professeur ordinaire d'histoire contemporaine à l'université de la Sapienza.
Il a collaboré avec L'Espresso, puis aux pages culturelles du Corriere della Sera. Depuis 1994, il est éditorialiste au quotidien Il Messaggero et écrit pour Il Mattino de Naples. Il participe aussi à des émissions radiophoniques de la RAI et il est consultant pour les chaînes télévisées Rai 3 et Rai Storia, notamment pour les émissions La grande storia, Il tempo e la storia et Passato e presente. Il est membre du comité scientifique de ces deux dernières émissions, et invité récurrent.
Il a soutenu la thèse de l'innocence en faveur de Giovanni Scattone et Salvatore Ferraro, deux assistants de la chaire de philosophie du droit de la faculté de jurisprudence de l'université de Rome « La Sapienza », accusés du meurtre de l'étudiante Marta Russo en 1997.
Il était considéré comme l'un des grands historiens du fascisme.

## Œuvres
- Il problema dell'irredentismo e le origini del movimento nazionalista in Italia, in "Storia contemporanea", a. I, n. 4 e a. II, n. 1, 1971.
- I combattenti nel primo dopoguerra, Roma-Bari, Laterza, 1974.
- La crisi italiana del primo dopoguerra. La storia e la critica, a cura di, Roma-Bari, Laterza, 1976.
- La stampa del combattentismo (1918-1925), Bologna, Cappelli, 1979.
- Fascist Institutions: Problems and recent Interpretations, in "Journal of Italian History", 1979.
- Storia del socialismo italiano, diretta da, 6 voll., Roma, Il poligono, 1980-1981.
- Il terremoto del 1919: la riforma elettorale e la crisi del sistema liberale, in Studi in onore di Paolo Alatri, II, L'Italia contemporanea, Napoli, Edizioni scientifiche italiane, 1991.
- Il suicidio della classe dirigente liberale, in "Italia contemporanea", 1989.
- Il riformismo impossibile. Storie del socialismo italiano, Roma-Bari, Laterza, 1991.  (ISBN 88-420-3755-9).
- Storia d'Italia, a cura di e con Vittorio Vidotto, 6 voll., Roma-Bari, Laterza, 1994-1999.
- Le riforme elettorali in Italia, 1848-1994, Milano, Unicopli, 1995.  (ISBN 88-400-0367-3).
- Le generazioni della guerra, in "Parole Chiave", 1998.
- Miti e storia dell'Italia unita, con Luciano Cafagna, Giovanni Belardelli ed Ernesto Galli della Loggia, Bologna, Il Mulino, 1999.  (ISBN 88-15-07259-4).
- Prefazione a Alberto Beretta Anguissola e Alessandro Figà Talamanca, La prenderemo per omicida. Caso Marta Russo, il dramma di Gabriella Alletto, Roma, Koinè nuove edizioni, 2001.  (ISBN 88-87509-17-4).
- Storia contemporanea, con Vittorio Vidotto, (L'Ottocento, Il Novecento), 2 voll., Roma-Bari, Laterza, 2002.  (ISBN 88-420-6551-X),  (ISBN 88-420-6552-8).
- La Grande Guerra come fattore di divisione, in Due nazioni. Legittimazione e delegittimazione nella storia dell'Italia contemporanea, a cura di Loreto Di Nucci ed Ernesto Galli della Loggia, Bologna, Il Mulino, 2003.  (ISBN 88-15-09555-1).
- Il trasformismo come sistema. Saggio sulla storia politica dell'Italia unita, Roma-Bari, Laterza, 2003.  (ISBN 88-420-6924-8).
- Il fallimento del liberalismo e le crisi del primo dopoguerra, in "Mélanges de l'École française de Rome", n° 2, 2002.
- Il mondo contemporaneo. Dal 1848 ad oggi, con Vittorio Vidotto, Roma-Bari, Laterza, 2004.  (ISBN 88-420-7311-3).
- La democrazia liberale e i suoi nemici, in "Mondo contemporaneo", n. 3, 2005.
- Consulenza storica a Marcello Sorgi, Edda Ciano e il comunista. L'inconfessabile passione della figlia del Duce, Milano, Rizzoli, 2009.  (ISBN 978-88-17-03053-3).
- Partiti e culture politiche nell'Italia unita, Roma-Bari, Laterza, 2014.  (ISBN 978-88-581-1184-0).
- Storia contemporanea. Dalla Grande Guerra a oggi, con Vittorio Vidotto, , Roma-Bari, Laterza, 2019.
- Il mondo contemporaneo, con Vittorio Vidotto, Roma-Bari, Laterza, 2019.

### Manuels scolaires
- Uomini e storia, con Andrea Giardina e Vittorio Vidotto, 3 voll., Roma-Bari, Laterza, 1988.
- Manuale di storia, con Andrea Giardina e Vittorio Vidotto, 3 voll., Roma-Bari, Laterza, 1988.
- Corso di storia, con Andrea Giardina e Vittorio Vidotto, 3 voll., Roma-Bari, Laterza, 1991.
- Storia, documenti, storiografia, con Andrea Giardina e Vittorio Vidotto, 4 voll., Roma-Bari, Laterza, 1993.
- Storia, con Andrea Giardina e Vittorio Vidotto, 4 voll., Roma-Bari, Laterza, 1994.
- Guida alla Storia, con Andrea Giardina e Vittorio Vidotto, 3 voll., Roma-Bari, Laterza, 1995.
- Profili storici. Con percorsi di documenti e di critica storica, con Andrea Giardina e Vittorio Vidotto, 3 voll., Roma-Bari, Laterza, 1997.
- Il manuale. Moduli di storia, con Andrea Giardina e Vittorio Vidotto, 3 voll., Roma-Bari, Laterza, 1998.
- Itinerari nella storia, con Andrea Giardina e Vittorio Vidotto, 3 voll., Roma-Bari, Laterza, 1999.
- Il mosaico e gli specchi, con Andrea Giardina e Vittorio Vidotto, 3 voll., Roma-Bari, Laterza, 2003.
- Prospettive di storia. Spazi percorsi temi, con Andrea Giardina e Vittorio Vidotto, 3 voll., Roma-Bari, Laterza, 2004.
- Nuovi Profili storici. Con percorsi di documenti e di critica storica, con Andrea Giardina e Vittorio Vidotto, 3 voll., Roma-Bari, Laterza, 2007.
- I mondi della Storia, con Andrea Giardina e Vittorio Vidotto, 3 voll., Roma-Bari, Laterza, 2014.
- Lo spazio del tempo. Storia Documenti Storiografia, con Andrea Giardina e Vittorio Vidotto, 3 voll., Roma-Bari, Laterza, 2015.